# Piano electrónico
El piano electrónico  o piano digital es un instrumento musical de teclado diseñado para emitir el timbre de un piano (y a veces el de un clave, un órgano u otros instrumentos) utilizando el sonido de un piano con sensores que definen la duración de una determinada nota musical. Estos pianos suelen ser de menor tamaño que los pianos tradicionales, porque emplean un sistema de circuitos electrónicos en lugar de uno de cuerdas.
"Piano electrónico" fue también el nombre comercial utilizado por el constructor de teclados Wurlitzer en la popular línea de pianos eléctricos que se produjeron de 1950 a 1980, aunque esto no es lo que actualmente es conocido comúnmente como un piano electrónico.
El piano electrónico o digital genera el sonido reproduciendo samples (pequeñas grabaciones) de cada nota de un piano real, a través de sus altavoces. En esto se distingue del piano eléctrico, cuyo sonido se produce mediante martillos mecánicos que golpean cuerdas, lengüetas o púas de alambre de metal, cuyas vibraciones se convierten entonces en señales eléctricas mediante pastillas (ya sean magnéticas, electrostáticas o piezoeléctricas). 

## Descripción
Al igual que los pianos clásicos, el piano electrónico tiene 88 teclas: 36 negras y 52 blancas. Los pianos electrónicos trabajan de manera similar a los sintetizadores analógicos en que los cuales el sonido se genera a través de los tonos de sus osciladores. En los pianos eléctricos que son mecánicos, el sonido es recogido por una pick up o pastilla que es un transductor que convierte impulsos eléctricos en sonidos. 
Algunos modelos de pianos electrónicos de la década de 1970 fueron hechos en Italia y en Japón. Una excepción es la gama de instrumentos realizados por la empresa Fender Rhodes en EE. UU. entre los años 1967 y 1980, cuyos pianos electrónicos se convirtieron en los más populares utilizados por los músicos profesionales de esa época. La mayoría de los pianos electrónicos, incluidos los construidos por Fender Rhodes, no eran sensibles a la pulsación, en el sentido de que no variaban su volumen según lo fuerte o suave que se toquen las teclas, al igual que un órgano. La gran mayoría de los pianos electrónicos modernos incorpora esa característica.
Los pianos electrónicos perdieron popularidad desde 1980 con la comercialización masiva de teclados electrónicos y sintetizadores polifónicos. Estos instrumentos, más fáciles de transportar por su peso y tamaño menores, representan una alternativa más económica para los tecladistas. No obstante, los pianos electrónicos se siguen usando para enseñar a tocar música clásica en el piano. Para esta función, algunos modelos suelen contar con teclas iluminadas y combinarse con un editor de partituras